# Joos Verpraet
Joos Verpraet (Gottem, 1611 - Olsene, 15 januari 1661) was een slachtoffer van de heksenvervolging in Europa. Pieter Dhondt had tijdens zijn foltering in 1660 drie 'medeheksen' aangewezen, waaronder Joos Verpraet. Op 5 december 1660 werd hij door de baljuw van Olsene aangehouden. Gerechtelijk onderzoek wees uit dat hij schapen, paarden en mensen had betoverd.
Op advies van vijf advocaat-specialisten bij de Raad van Vlaanderen werd Joos Verpraet tussen 3 en 5 januari 1661 gefolterd met de halsband. Hij bekende dat hij met de duivel een contract had afgesloten, dat hij meerdere heksensabbats had bijgewoond en dat hij drie paarden had betoverd.
Op 15 januari 1661 werd Joos Verpraet aan een staak op een schavot in Olsene gewurgd en vervolgens in brand gestoken.